# Смотрицкий, Герасим Данилович
Герасим Данилович Смотрицкий (укр. Герасим Данилович Смотрицький; Смотрич — ум. 12 октября 1594, Острог) — малорусский писатель и педагог из мелкой шляхетской семьи с Подолья. Отец архиепископа и деятеля просвещения Мелетия Смотрицкого.
Служил писарем в Каменец-Подольском старостве, прежде чем в 1576 году был приглашён князем Константином Острожским в Острог, где стал одним из передовых деятелей учёного острожского кружка. С 1580 года Смотрицкий — первый ректор Острожской школы (академии).
За предоставленные услуги получил от князя Константина Острожского два села (Бакаевка, Борисовка).
Герасим Смотрицкий стал одним из издателей Острожской Библии, к которой написал предисловие, а также стихотворное посвящение князю Константину Острожскому — один из образцов наиболее древнего малорусского стихосложения, напоминающее более поздние думы.
Полемические произведения Смотрицкого, направленные против отступников от православия, и его сатира на духовенство до нашего времени не дошли. Сохранилась лишь его книга «Ключ царства небесного» (1587), первая печатная достопримечательность малорусской полемической литературы. Состоит из посвящения князю Александру Острожскому, обращения «К народам руским» и двух полемических трактатов «Ключ царства небесного и нашей христианской духовной власти нерушимый узел» и «Календарь римский новый». В последнем произведении Смотрицкий ратует за независимость «русской веры», полемизирует с польским иезуитом Бенедиктом Гербестом, критикует католическое учение о божественном происхождении папской власти и отвергает григорианский календарь. Произведения Смотрицкого не всегда придерживались богословских аргументов, использовали народный юмор с присказками и пословицами, были написаны языком, приближённым к народному, и потому были доступны и понимаемы для широких масс.

## Труды
- «Ключ царства небесного» (1587)